# Antonio Colombano
Antonio Colombano (Calangianus, 18 dicembre 1833 – Calangianus, 25 ottobre 1905) è stato un militare e politico italiano.

## Biografia
Antonio Colombano nacque il 18 dicembre 1833 a Calangianus. Dopo aver frequentato l'accademia, iniziò il servizio il 21 gennaio 1855, per poi congedarsi nel 1891.
Di stretti rapporti con Padre Bonaventura, lu tinenti (così era chiamato dalla popolazione calangianese) è stato inoltre amministratore comunale e sindaco di Calangianus, nonché referente locale di Niccolò Ferracciu. Si ricorda tra le sue azioni, oltre ad una lunga carriera militare, una profonda devozione alla popolazione della sua cittadina.
Tornò a Calangianus nel 1885. Divenne membro della giunta comunale e poi sindaco nel 1886, nel 1894, nel 1902 e nel 1903. Morì nel 1905.

### La carriera militare
Dopo anni di carriera nei carabinieri reali, nel 1872 un decreto di Vittorio Emanuele lo nomina sottotenente dei carabinieri, promosso da maresciallo d'alloggio.
Il 1 novembre 1878 riceverà un encomio da Cosenza, "per la tenace condotta di tutti i carabinieri nella grassazione tentata in danno del signor Gamberoni come per le sagge disposizioni date dal tenente Colombano Antonio per arrestare i malfattori".
Il 10 gennaio 1879 viene annunciato il decreto con cui gli si conferisce la medaglia d'argento al valor militare per l'impresa di Sant'Arcangelo, nella quale si è distinto in un conflitto con dei malfattori il 25 ottobre 1878.
Il 24 ottobre 1879, da tenente dei carabinieri di Lanciano, riceverà l'encomio solenne per "lo scioglimento di un'associazione di malfattori e la cattura di sette di essi, togliendo così dalle contrade la causa di attentati alla vita ed alla proprietà".
Il 26 settembre 1878 un decreto di Umberto I promuove Antonio Colombano al grado di tenente dell'arma.
Nel 1880, il 2 febbraio, riceverà un ulteriore encomio "per l'importante servizio reso con la cattura di due superstiti malfattori che poi confessarono i delitti commissionati da chi, non volendo assistere da vicino all'immane sacrificio del proprio sangue né correre alcun rischio di essere scovati, preferirono farsi in disparte dopo aver guidato manigoldi alla terribile impresa".
Altro encomio, il 14 febbraio 1880, da parte della legione e di Roma, "per l'arresto dei noti malfattori che erano riusciti a fuggire nel conflitto di Torre del Faro".

## Onorificenze

### Altro
- La caserma dei carabinieri di Calangianus è stata intitolata in suo onore.